# 小笠原忠総
小笠原 忠総（おがさわら ただふさ）は、豊前国小倉藩の第4代藩主。小笠原家宗家5代。

## 生涯
享保12年（1727年）8月22日、第3代藩主・小笠原忠基の6男として豊前国企救郡小倉（小倉城?）で生まれる。はじめ阿波徳島藩主・蜂須賀宗鎮の養子になる予定であったが、寛保元年（1741年）に長兄の忠貞が死去したため、養子縁組を解消して父から世子に指名された。同年12月、従五位下、伊予守に叙任される。宝暦2年（1752年）、父の死去により家督を継いだ。
藩政においては、犬甘知寛を家老として登用し、藩財政再建を目指す。そして倹約令の強化、身分制の強化、税制の強化、借上などを行なう。寛政2年（1790年）11月8日に死去した。享年64。
跡を養子の忠苗が継いだ。

## 系譜
- 父：小笠原忠基（1682年 - 1752年）
- 母：常 - 涼心院、木村重房娘
- 正室：能姫 - 養寿院、浅野吉長の養女、浅野長賢の娘
- 側室：魏 - 山崎権蔵娘
- 生母不明の子女
  - 女子：富姫 - 小笠原忠苗の養女、小笠原忠固正室
- 養子
  - 男子：小笠原忠苗（1746年 - 1808年） - 小笠原長逵の三男